# 智天使

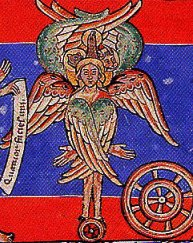
中世紀之基路伯圖畫（約公元1156年）

智天使（希伯來語：‎ kərūv，拉丁語：Cherub；音譯新教作基路伯、天主教音译作革魯賓、天主教意译作普智天使，東正教音译作赫儒文；東正教意譯作智鑑天使；複數：希伯來語：‎；Cherubim；音譯基路冰）是超自然的生命体，屢次在旧约和新约·啟示錄提及。舊約將之描述有翅膀、服從上帝的天使。
为传统上带翅天使的统称，在《天上位阶论》中，智天使是第二阶级的天使。而在《旧约圣经》中，智天使是半人半兽的有翅生物，有人的头但是狮子或公牛的身体。形象类似斯芬克斯，其原型可能是腓尼基的拉马苏。在《旧约圣经》的《创世记》记载，神将亚当和夏娃逐出伊甸园后，就设置了智天使和火焰剑防止人类回伊甸园。
根據天主教神學传统，智天使與熾天使（六翼天使）同在最高的天使等级。在普遍的基督教傳統中，「基路伯」與「天使」這兩個名詞已被当作同义了。
1696年誕生的畫家喬凡尼·巴蒂斯塔·提埃坡羅，在他的畫作中，時常畫有孩童的頭部加上翅膀的小天使，這些有著孩子臉卻沒身體的天使，在中世紀後被指為基路伯天童的形貌。

## 聖經裡記載的智天使
|                         | 於是把他趕出去了；又在伊甸園的東邊安設基路伯和四面轉動發火焰的劍，要把守生命樹的道路。 |
| ——《創世記》第3章第24节 |                                                                                        |

在《聖經》的不同章節中，智天使的描述或許有所差異，但普遍都是形容一種同時具有人類和動物特徵的有翼生物。
|                           | 你要用十幅幔子作帳幕。這些幔子要用撚的細麻和藍色、紫色、朱紅色線製造，並用巧匠的手工繡上基路伯。 |
| ——《出埃及記》第26章第1节 |                                                                                                  |

在所羅門聖殿裡安放的約櫃，亦飾有智天使：
|                            | 要用金子錘出兩個基路伯來，安在施恩座的兩頭。這頭作一個基路伯，那頭作一個基路伯，二基路伯要接連一塊，在施恩座的兩頭。二基路伯要高張翅膀，遮掩施恩座。基路伯要臉對臉，朝著施恩座。 |
| ——《出埃及記》第25章第18节 | |

根据圣经（《诗篇》18:10；《撒母耳记下》22:11）的记载，在上帝还不时显现在人间的时候，智天使以上帝活的战车的形式出现，与上帝的暴风等同：“他坐著基路伯飞行，他藉著风的翅膀快飞”；“他坐著基路伯飞行，在风的翅膀上显现”。
《以西結書》第10章第4节所描述的基路伯如下：
耶和華的榮耀從基路伯那裡上升，停在門檻以上；殿內滿了雲彩，院宇也被耶和華榮耀的光輝充滿。基路伯翅膀的響聲聽到外院，好像全能神說話的聲音。他吩咐那穿細麻衣的人說：「要從旋轉的輪內基路伯中間取火。」那人就進去站在一個輪子旁邊。有一個基路伯從基路伯中伸手到基路伯中間的火那裡，取些放在那穿細麻衣的人兩手中，那人就拿出去了。在基路伯翅膀之下，顯出有人手的樣式。我又觀看，見基路伯旁邊有四個輪子。這基路伯旁有一個輪子，那基路伯旁有一個輪子，每基路伯都是如此；輪子的顏色〔原文作形狀〕彷彿水蒼玉。至於四輪的形狀，都是一個樣式，彷彿輪中套輪。輪行走的時候，向四方都能直行，並不掉轉。頭向何方，他們也隨向何方，行走的時候並不掉轉。他們全身，連背帶手和翅膀，並輪周圍都滿了眼睛。這四個基路伯的輪子都是如此。至於這些輪子，我耳中聽見說是旋轉的。基路伯各有四臉：第一是基路伯的臉，第二是人的臉，第三是獅子的臉，第四是鷹的臉。基路伯升上去了；這是我在迦巴魯河邊所見的活物。基路伯行走，輪也在旁邊行走。基路伯展開翅膀，離地上升，輪也不轉離他們旁邊。那些站住，這些也站住；那些上升，這些也一同上升，因為活物的靈在輪中。耶和華的榮耀從殿的門檻那裡出去，停在基路伯以上。基路伯出去的時候，就展開翅膀，在我眼前離地上升。輪也在他們的旁邊，都停在耶和華殿的東門口。在他們以上有以色列神的榮耀。這是我在迦巴魯河邊所見以色列神榮耀以下的活物，我就知道他們是基路伯。各有四個臉面，四個翅膀，翅膀以下有人手的樣式。至於他們臉的模樣，並身體的形像，是我從前在迦巴魯河邊所看見的。他們俱各直往前行。

## 智天使在基督教的形象
圣经裡描述的「天使」这个概念，很难用视觉图像表现出来，并且组合多种生物也不符合希腊罗马式的传统（对比外来古文化中的鹰身女妖、百头怪物提风、半人马兽和狮鹫怪葛利芬等）。一些艺术史学家认为，基督徒借用了拥有一对可爱翅膀的黎明女神奥罗拉（又叫厄俄斯）的形象，来表现天使。
在东方基督教里，对智天使最多的描述是“有很多眼睛”。他们经常被画成一个一张在六扇翅膀中间凝望着的脸，有时候看上去跟六翼天使没什么区别。他们的翅膀经常画有很多眼睛。
在西方基督教艺术里，智天使最常见的样子是婴儿（像意大利的丘比特），在无数的教堂壁画，及如拉斐尔等文艺复兴时代画家的作品中都可以见到。即使是在只画有脑袋和翅膀的地方，他们的脑袋也是婴儿的模样，而且只画出一对翅膀。
 （页面存档备份，存于）
基督教小说家麦德琳·兰歌在她的儿童幻想小说《門裡的風》（A Wind in the Door, 又译微核之战）裡，描写了一个智天使，把它作为小说的一个主要人物。

## 詞源

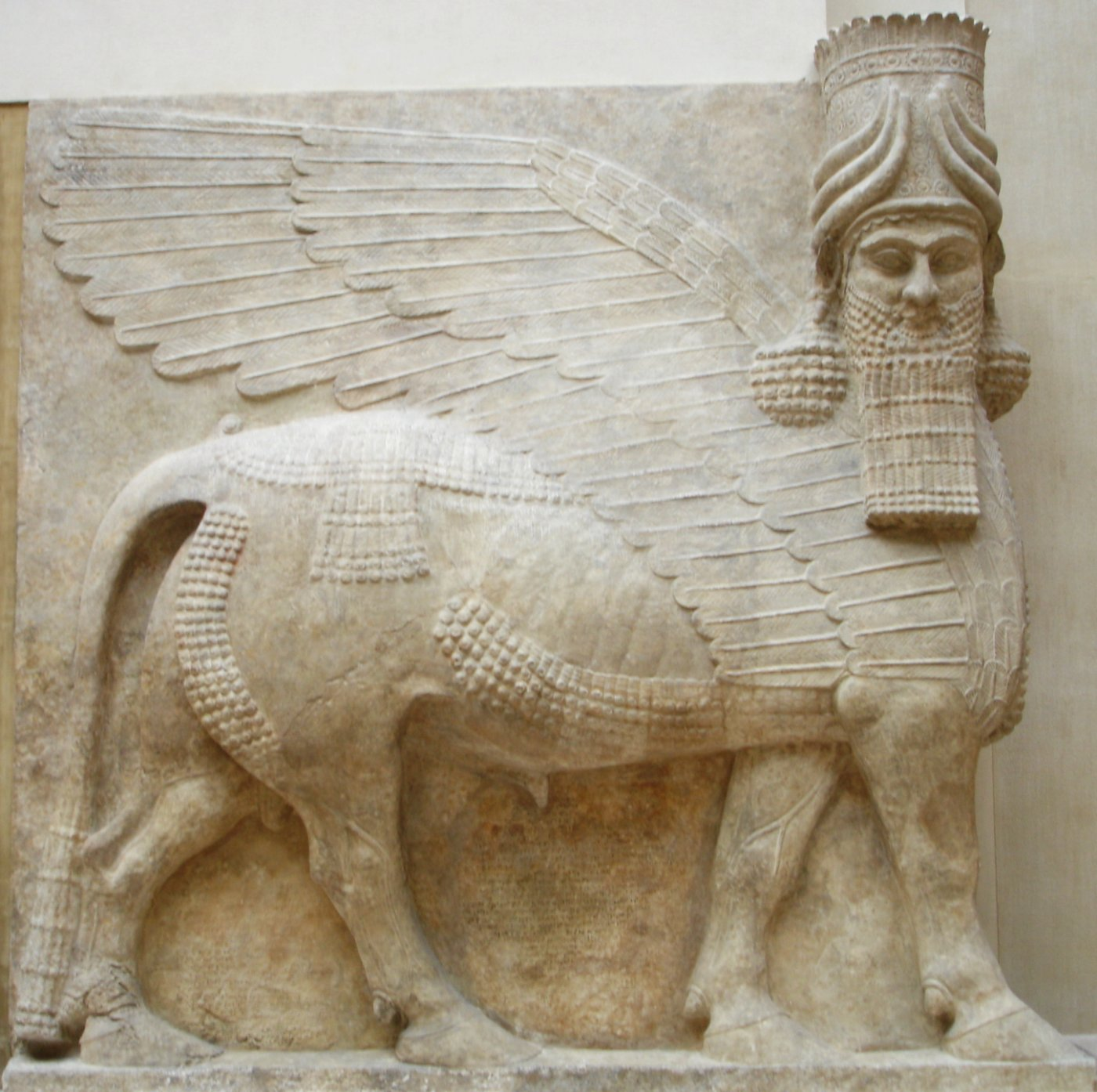
亚述牛身人面有翼神兽kirabu可能是圣经中智天使基路伯一词的来源

智天使（基路伯）一词可能可以追溯到巴比伦人的karabu，即阿卡德语词汇kuribu，意思是「吉祥的」或者是「有福的」，也就是作为神的顾问或者媒介的那些精灵的名字（De Vaux, 1961），也有人将智天使和亚述人的牛身人面有翼神兽kirabu联系起来。一些学者认为希腊神话中的狮鹫（希腊语gryphos）就是从智天使这个词演化而来的，希腊神话中的斯芬克斯则反映了智天使作为坐骑或者兽性一面的形象，特别是在指代堕落的智天使的时候。

## 影视剧中的基路伯
- 極惡老大

## 外部連結
- Judaism FAQs: What about angels, demons, miracles, and the supernatural? （页面存档备份，存于）
- Jewish Encyclopedia: （页面存档备份，存于） Cherub
- Catholic Encyclopedia: （页面存档备份，存于） Cherubim
- Biblaridion magazine:    Cherubim apostasy